# Renaud Garcia-Fons
Renaud Garcia-Fons (24 de diciembre de 1962) es un contrabajista y compositor francés que se caracteriza por la improvisación en sus interpretaciones. 

## Carrera
García-Fons comenzó sus estudios musicales a una edad temprana. A los cinco años empezó a tocar el piano; a los ocho años cambió a la guitarra clásica; luego se interesó por el rock en su adolescencia y, finalmente, se decidió por el contrabajo cuando tenía 16 años. Realizó su educación musical formal en el Conservatorio de París, donde estudió con François Rabbath, quien le enseñó su técnica especial de tocar el arco.

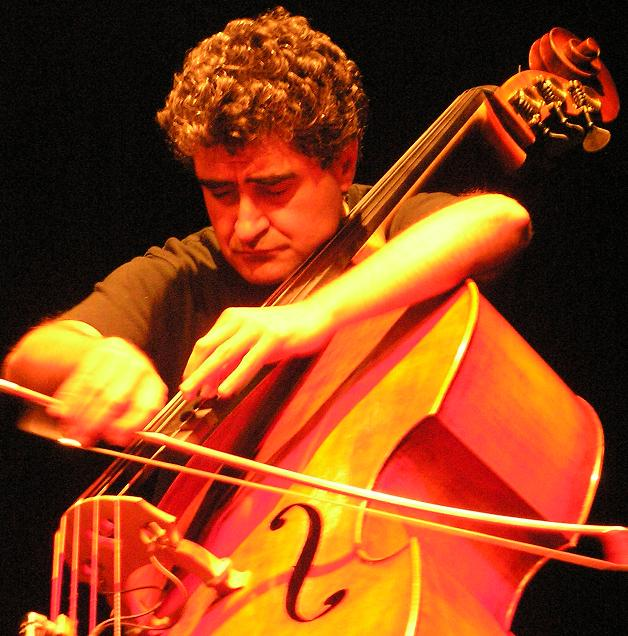
Garcia-Fons

Garcia-Fons es conocido por su sentido melódico y su sonido col arco similar al de una viola. Ha sido llamado "el Paganini del contrabajo". García-Fons fue influenciado profundamente por su mentor, el contrabajista François Rabbath.
Comenzó a tocar jazz con la banda del trompetista Roger Guérin, y luego tuvo muchas colaboraciones con orquestas sinfónicas, grupos de jazz y un trío. De 1987 a 1993, formó parte del conjunto francés de contrabajo denominado L'Orchestre de Contrebasses. Permaneció con ellos durante seis años, apareciendo también con la Orchestre National de Jazz dirigida por Claude Barthélemy durante parte de este tiempo. Enja Records fue la disquera que publicó su álbum debut como solista, llamado Légendes (1992). Su siguiente álbum fue Alboreá (1995), que incluye su cuarteto con Jean-Louis Matinier (acordeón), Jacques Mahieux (batería) e Yves Torchinsky (bajo). 
Su tercer álbum, Oriental Bass de 1998, contiene sus propias composiciones y fue bien recibido en la prensa. Más tarde colaboró con el acordeonista Jean-Louis Matinier en el álbum Fuera (1999). En muchas ocasiones lo acompañan una variedad de instrumentos, que incluyen guitarra, laúd, derbouka, flautas, trombón y acordeón. Garcia-Fons ha colaborado con músicos de jazz como Jean-Louis Matinier, Michael Riessler, Sylvain Luc, Nguyên Lê y Michel Godard, y ha participado en las grabaciones de Gerardo Núñez e intérpretes de Oriente Medio como Kudsi Erguner, Dhafer Youssef y Cheb Mami .

## Premios
- 2013: ECHO Jazz Award "DVD del año", por Solo - The Marcevol Concer[5]

## Discografía

### Álbumes como solista
- 1992: Légendes (Enja Records)
- 1995: Alboreá (Enja Records)
- 1995: Suite Andalouse (Al Sur), con Pedro Soler
- 1997: Oriental Bass (Enja Records)
- 1999: Fuera (Enja Records), con Jean-Louis Matinier
- 2000: Acoustic Songs (Label Hopi), con Gérard Marais
- 2001: Navigatore (Enja Records)
- 2004: Entremundo (Enja Records)
- 2006: Arcoluz (Enja Records)
- 2009: La Linea Del Sur (Enja Records)
- 2010: Méditerranées (Enja Records)
- 2012: Solo - The Marcevol Concert (Enja Records)
- 2013: Beyond The Double Bass (Enja Records)[6]
- 2014: Silk Moon (e-motive Records), with Derya Türkan[7]
- 2017: La Vie Devant Soi (E-motive Records)

### Colaboraciones
Con Dhafer Youssef
- 1999: Malak (Enja Registros), también interpreta  Markus Stockhausen, Nguyên Lê, Jatinder Thakur

Con Gianluigi Trovesi Nonet
- 2000: Round About A Midsummer's Dream (Enja Records)[8]

Con Antonio Placer, Paulo Bellinati y Jorge Trasante
- 2000: Nomades D'Ici (Le Chant du Monde)

Con Nguyên Lê
- 1997: Three Trios (ACT Music)
- 2000: Bakida (ACT Music)
- 2008: Fragile Beauty (ACT Music)

Con Gerardo Núñez
- 2000: Jazzpaña II (ACT Music)

Con Kudsi Erguner
- 2001: Islam Blues (ACT Music)

Con David Peña Dorantes
- 2015: Paseo A Dos (E-Motive Records)